# Journal of Statistical Physics
Journal of Statistical Physics is een internationaal, aan collegiale toetsing onderworpen wetenschappelijk tijdschrift op het gebied van de statistische natuurkunde.
De naam wordt in literatuurverwijzingen meestal afgekort tot J. Stat. Phys.
Het wordt uitgegeven door Springer Science+Business Media en verschijnt 24 keer per jaar.
Het eerste nummer verscheen in 1969.